# Radiomanía
Radiomanía es la denominación historiográfica de la burbuja especulativa de inversiones en las compañías vinculadas a la radiodifusión, tanto las emisoras como las que producían los equipos, en el momento en que éste era un sector de vanguardia tecnológica, un periodo clave de la historia bursátil, durante los "felices años veinte" que precedieron a la crisis de 1929 (proceso éste de causas mucho más profundas). Su denominación hace referencia a otros fenómenos similares que se produjeron con anterioridad, como la Railway mania (especulación con las primeras compañías ferroviarias, un siglo anterior) y la canalmanía (finales del siglo XVIII).
La radiomanía comenzó en 1918, cuando Telefunken creó su filial Transradio, que introdujo la radiocomunicación (transmission duplexée) en 1919 y construyó en Batavia (colonia holandesa de Indonesia) una gran estación que funcionaba a potencia reducida (puissance réduite).
La misma tecnología fue utilizada en Alemania por la agencia de prensa Transocean y Europa Radio. En Nueva York, Herbert Moore lanzó Transradio Press Service.
En 1920, comienzan los primeros programas diarios de radiodifusión en Inglaterra (Marconi Company), Estados Unidos (desde Washington D. C. y Pittsburgh —KDKA—), y la Unión Soviética. Uno de los periódicos del conglomerado Scripps-Howard,The Detroit News fundó WWJ, la primera emisora que ofrecía información continua. En 1922 la misma empresa lanzó la Scripps National Spelling Bee, concurso de deletreo para jóvenes.
En 1925 se utilizó por primera vez la radio para una campaña electoral, por Herbert Hoover. Una de las empresas líderes de la radiomanía estadounidense fue Radio Corporation of America (RCA), creada en 1919 por General Electric para reemprender las actividades de Marconi y comercializar los equipos fabricados por General Electric y Westinghouse, para posteriormente involucrarse en el mercado de las estaciones de radio comerciales, comprando nuevamente las redes WEAF y WCAP a AT&T, las estaciones WJZ de Nueva York y WRC de Washington, para formar la National Broadcasting Company (NBC).
Les cifras de ventas de aparatos de radio Westinghouse eran espectaculares: 100 000 receptores en 1922, 250 000 en 1923, 1,5 millones en 1924 y 2 millones en 1924; mientras que el volumen de negocio pasó en cuatro años de 60 a 430 millones de dólares. Entre 1925 y 1929 la acción de RCA pasó de 11 a 114 dólares en Wall Street, lo que representaba 73 veces el dividendo repartido. Fue la acción con mayor volumen de todo 1929.